# Hagop Baronian

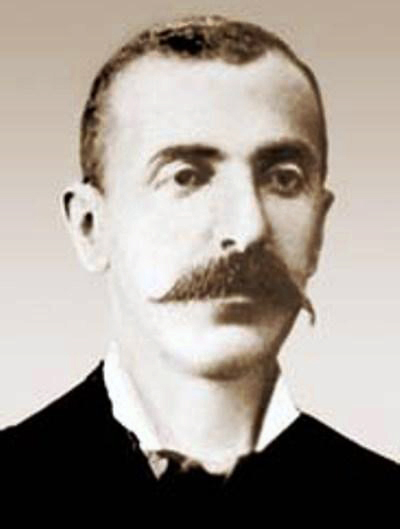
Hagop Baronian

Hagop Baronian (armenisch Յակոբ Պարոնեան, reformiert Հակոբ Պարոնյան, ausgesprochen im Ostarmenischen als Hakop Paronyan; * 6. August 1843 in Edirne; † 1891 in Istanbul) war ein osmanisch-armenischer Schriftsteller, Satiriker, Erzieher, Journalist und Sozialwissenschaftler. Baronian wird, direkt gefolgt von Yervant Odian, als der größte armenische Satiriker betrachtet.
Hagop Baronians berühmtestes Werk ist das Buch Medzabadiv Muratsganner (Ehrenwerte Bettler), das die fast bettler-ähnliche Situation der Schriftsteller und Herausgeber in der Ära des Sultans Abdülhamid II. parodiert. 
Baronian war auch bekannt für seine bissige, sarkastische Kritik an führenden Persönlichkeiten unter den Armeniern in Istanbul. Einige seiner kritischen Kommentare erschienen in seinem Buch Azkayin Chocher. Er selbst erlitt das gleiche Schicksal wie seine Charaktere im Buch Medzabadiv Mouratsganner. Baronian starb mittellos in den Straßen von Istanbul. Er wurde auf dem armenischen Friedhof von Istanbul beerdigt, der exakte Standort seines Grabes ist unbekannt.
Das Staatliche Jerewaner Musik- und Komödientheater wurde nach Hagop Baronian benannt.
2018 brachte die armenische Post zum 175. Geburtstag Baronians eine Sondermarke heraus.